# Прогресс (Кировский район)
Прогре́сс — посёлок в Кировском районе (городском округе) Ставропольского края Российской Федерации.

## География
Посёлок расположен в юго-западной части Кировского района, на левом берегу реки Малка. Находится в 30 км к юго-западу от районного центра Новопавловск, в 34 км к востоку от Пятигорска и в 175 км к юго-востоку от Ставрополь. Населённый пункт расположен на участке, узко вдающемся в территорию Кабардино-Балкарии. Через посёлок проходит федеральная автотрасса «Кавказ» P217.
Граничит с землями населённых пунктов: Малка на востоке, Приречное на юге, Псынадаха на западе и станицей Зольская на северо-западе.
Населённый пункт расположен в предгорной зоне, в области низкогорного и холмистого рельефа. Средние высоты составляют около 575 метров над уровнем моря. 
Гидрографическая сеть представлена в основном рекой Малка. Вдоль западной окраины посёлка проходит канал «Малка — Золка». 
Климат влажный умеренный, характеризующаяся тёплым летом со средними температурами около +20,7°С и прохладной зимой со средними температурами около −3,3°С. Среднегодовая температура составляет +9,0°С. Сумма температур за вегетационный период составляет 2800-3200°. Среднегодовое количество осадков составляет около 1000 мм.

## История
Населённый пункт был основан в начале периода коллективизации переселенцами из станицы Зольская и близлежащих кабардинских селений.
В 1973 году на базе колхоза «40 лет Октября» приняли решение создать межхозяйственное пчёлообъединение «Прогресс». Оно было создано в 1975 году. Тогда же хутору Прогресс был присвоен статус посёлка сельского типа. 
В 2006 году в состав посёлка было включено упразднённое селение Колос Приреченского сельского поселения Зольского района КБР.
До 1 мая 2017 года входил в упразднённый Зольский сельсовет.

## Население
| 1925 | 1989 | 2002  | 2010  | 2021  |
| ---- | ---- | ----- | ----- | ----- |
| 196  | ↗927 | ↗1485 | ↗1553 | ↗1720 |

Национальный состав
По итогам Всероссийской переписи населения 2021 года:
| Народ                | Численность, чел. | Доля от всего населения, % | Доля от указавших нац-ть, % |
| -------------------- | ----------------- | -------------------------- | --------------------------- |
| кабардинцы (черкесы) | 1349              | 78,43 %                    | 80,59 %                     |
| * кабардинцы         | 1339              | 77,85 %                    | 79,99 %                     |
| * черкесы            | 10                | 0,58 %                     | 0,60 %                      |
| русские              | 269               | 15,64 %                    | 16,07 %                     |
| другие               | 56                | 3,26 %                     | 3,34 %                      |
| нет / не указано     | 46                | 2,67 %                     | —                           |
| всего                | 1720              | 100 %                      | 100 %                       |

## Инфраструктура
На территории посёлка находится детский сад № 24 «Теремок». Открыт 15 сентября 1980 года.
Медицинскую помощь оказывает фельдшерско-акушерский пункт.
Имеются 2 общественных открытых кладбища площадью 10 382 м² и 12 383 м².

## Улицы
Уличная сеть насчитывает 10 улиц и 1 переулок:

| 50 лет Победы      |
| Зелёный (переулок) |
| Интернациональная  |
| Кабардинская       |

| Комсомольская |
| Майская       |
| Молодёжная    |
| Пионерская    |

| Пятигорская |
| Степная     |
| Школьная    |

## Палеогенетика
У энеолитических образцов PG2001 (4336—4178 лет до н. э., kurgan 1, grave 37) и PG2004 (4233—4047 лет до н. э., kurgan 4, grave 9) со стоянки Прогресс-2 (Progress 2) определили Y-хромосомную гаплогруппу R1b-L389>V1636. У образца PG2004 определили митохондриальную гаплогруппу H2, у образца PG2001 — митохондриальную гаплогруппу I3a.